# Lemat Urysohna
Lemat Urysohna – twierdzenie topologii ogólnej, mówiące, że dla każdej pary niepustych, domkniętych i rozłącznych podzbiorów A i B w przestrzeni metrycznej X (bądź ogólniej, przestrzeni normalnej X) istnieje taka funkcja ciągła
f: X → [0,1],
że f(x) = 0 dla każdego x ∈ A oraz f(x) = 1 dla każdego x ∈ B. Lemat Urysohna charakteryzuje przestrzenie normalne w tym sensie, iż przestrzeń topologiczna spełniająca warunek T1 jest normalna wtedy i tylko wtedy, gdy zachodzi teza powyższego stwierdzenia.
Twierdzenie to zostało udowodnione przez Pawła Urysohna i opublikowane w 1925 roku.

## Zastosowania
Lematu Urysohna używa się często do dowodu twierdzenia Tietziego-Urysohna. Używany on bywa również do dowodu twierdzenia Riesza o reprezentacji funkcjonałów liniowych i ciągłych na przestrzeni Banacha C0(K) funkcji ciągłych i znikających w nieskończoności na lokalnie zwartej przestrzeni Hausdorffa K.